# Psi Andromedae
Psi Andromedae (ψ And / ψ Andromedae) é um sistema estelar na constelação de Andromeda. Está a aproximadamente 1310 ano-luz da Terra.
O componente principal, ψ Andromedae A é uma estrela supergigante binária espectroscópica de classe G (amarelo) e uma estrela anã da sequência principal de classe A. Tem uma magnitude aparente de +4,97. Possui três companheiras mais distantes, ψ Andromedae B (magnitude 15 e a 25 arco-segundos), ψ Andromedae C (magnitude 13 e a 62 arco-segundo) e ψ Andromedae D (magnitude 9 e a 184 arco-segundo).